# اصفهک
روستای جهانی گردشگری اصفهک، روستایی از توابع بخش دیهوک و در شهرستان طبس استان خراسان جنوبی ایران است. روستای اصفهک پس از زلزلهٔ سال ۱۳۵۷ که در طبس رخ داد آسیب‌های جدی دید و قابل زندگی نبود و ساکنان آن چندی در خیمه زندگی کردند و بعد با همت هم اتاق‌هایی چوبی معروف به اتاق چوئی ساختند و در آن زندگی کردند تا این که روستای مدرن جدید ساخته شد.
در سال ۲۰۲۴ روستای اصفهک توانست خود را در فهرست ۵۵ روستای برتر جهان جای دهد و به‌عنوان یکی از بهترین روستاهای گردشگری سازمان جهانی گردشگری در این سال به ثبت برسد.

## جمعیت
این روستا در دهستان دیهوک قرار داشته و بر اساس سرشماری سال ۱۳۸۵ جمعیت آن (۱۹۲خانوار) ۷۲۶نفر
بوده‌است.

## احیای روستا
اصفهک روستایی بیابانی و گرمسیر است و ویژگی آن «معماری خشتی» هزار ساله است. پس از زلزله ویرانگر سال ۱۳۵۷ با بزرگی ۷.۸ ریشتر، که به شدت به روستا آسیب رساند و ساکنان آن را دلسرد کرد، تحولی دگرگون کننده آغاز شد. در سال ۲۰۰۸، گروهی از روستاییان جوان با موسسات تحقیقاتی برای احیای اصفهک همکاری کردند که منجر به شناخته شدن آن به عنوان یک مقصد گردشگری ملی شد. بازیابی روستا به الگویی برای جوامع متاثر از بلایای طبیعی تبدیل شد و نشان داد که چگونه می‌توان از گردشگری برای منافع اقتصادی و اجتماعی بهره برد.
زلزله سال ۱۳۵۷ بخش اعظم اصفهک را ویران کرد، اما پس از گذشت چنددهه، نوادگان قربانیان شروع به احیای خانه‌های اجدادی خود به خانه‌های روستایی کردند. آنها با استفاده از اصول معماری پایدار برای حفظ میراث فرهنگی خود یک کارگاه خشت تأسیس کردند. این تلاش برای اصفهک جایزه معماری آسیایی در سال ۲۰۱۷ را به ارمغان آورد و جایگاه خود را به عنوان یک مقصد گردشگری قابل توجه تثبیت کرد.  
جوانان اصفهک در اقدامی الهام بخش، تورهای امید را برای ارتقای تاب آوری و امید در میان جوامع زلزله زده در سراسر ایران راه‌اندازی کردند. آنها با تشکیل تعاونی‌ها و تمرکز بر گردشگری، روستا را به قطبی برای تحقیقات علمی از جمله یک مرکز لرزه‌نگاری با قابلیت پیش‌بینی مخاطرات طبیعی تبدیل کردند. فداکاری آنها باعث شد تا روستا در سال ۲۰۲۰ برنده جایزه TO DO در آلمان شود و رویکرد نوآورانه آنها برای بهبودی و توانمندسازی جامعه را به رسمیت بشناسد.

## روستای جهانی گردشگری اصفهک
روستای زیبای اصفهک در رقابت با 150 روستای جهان و 8 روستای ایران به عنوان روستای جهانی انتخاب شد. در چهارمین اجلاس سازمان جهانی گردشگری (UNWTO)، اصفهک استان خراسان‌جنوبی به عنوان روستای منتخب در فهرست بهترین دهکده‌های جهانی گردشگری ثبت شد.
پرونده روستای اصفهک در کنار روستاهای بنام و مطرحی همچون میمند کرمان، کندلوس مازندران، قلعه بالای سمنان، پالنگان کردستان، ابیانه اصفهان، فهرج یزد و بیشه لرستان توسط کارشناسان سازمان جهانی گردشگری مورد بررسی قرار گرفته و حائز رتبه‌های برتر در همه شاخص‌ها اعم از جمله منابع فرهنگی و طبیعی، ارتقاء و ترویج فرهنگ حفظ منابع طبیعی، پایداری اقتصادی، پایداری اجتماعی، پایداری زیست محیطی، توسعه گردشگری، انسجام در زنجیره ارزش افزوده، حاکمیت و اولویت‌ بندی گردشگری، زیرساخت‌ها و ارتباطات، سلامت، ایمنی و امنیت شده است.